# Aken (Elben)
 For alternative betydninger, se Aken. (Se også artikler, som begynder med Aken)
Aken (Elbe) er en by med knap 9.000 indbyggere i i Landkreis Anhalt-Bitterfeld i den tyske delstat Sachsen-Anhalt

## Geografi
Aken ligger på sydbredden af floden Elben, ca. 8 km vest for Dessau-Roßlau i det udstrakte lavlandsområde i biosfærereservatet Mittelelbe. Omkring 15 km vest for Aken har floden Saale sit udløb i Elben.
Øst for flodhavnen ændrer floden retning fra øst-vest, til nordvestlig retning.

### Bydele og landsbyer
Kleinzerbst, Kühren, Lorf, Mennewitz, Obselau og Susigke er bydele og landsbyer i kommunen.